# Valore venale
Il valore venale di un bene nei testi legislativi che disciplinano gli espropri, o il valore venale in comune commercio rintracciabile nei testi che disciplinano l'attività fiscale sono degenerazioni terminologiche del più probabile valore di mercato, uno degli aspetti economici della disciplina dell'Estimo. Il valore venale è il valore che un bene ha in un mercato di riferimento ideale ("comune"); si tratta perciò di un genere di dato costitutivamente teorico, in genere riferito concretamente ad un bene, ma può esserlo anche ad un diritto reale. È classicamente lo scopo di una perizia di stima.
A differenza del valore di mercato, il valore venale è quel tipo di valore riferito alla somma (eventualmente anche ponderata o corretta) dei valori dei componenti del bene, deprivata di qualsiasi riferimento ad eventuali fattori soggettivi che possano avere influenza nella determinazione della libera scelta del potenziale acquirente. Il procedimento di individuazione del valore venale (che è sempre un processo di stima) è dunque limitato alla considerazione di elementi di valutazione oggettivi e stabili, non comprende pertanto considerazioni eventualmente afferenti a circostanze momentanee o particolari, ed è ad esempio sempre al netto del valore d'affezione. Si differenzia anche dal valore intrinseco in quanto l'effetto dell'esitazione su un mercato di comune commercio prescinde dal costo di costruzione o realizzazione del bene (ed anche perché il valore venale è, come detto, individuabile anche per diritti reali).
Il carattere tendenzialmente oggettivo del dato è causa della sua preferenza in procedure pubbliche. Laddove si renda infatti necessario od opportuno stabilire un valore esente da condizionamenti estemporanei o ad alta soggettività, il riferimento ritenuto valido a fini legali, amministrativi e burocratici è in genere il valore venale in comune commercio.
Il valore venale in quanto oggetto di stima teorica, può rilevarsi in riferimento a qualunque tempo del mercato di riferimento: può pertanto parlarsi di un valore venale storico quando si ricostruisca ex post, estraendolo dalla storia del mercato di riferimento, quale preciso valore avrebbe avuto un bene se immesso nel mercato a una data del passato; oppure si parla di un valore venale presente, se l'utilizzo della stima del valore debba essere immediato, o di un valore venale futuro (o prospettivo), se si ipotizza di immettere il bene o il diritto in un mercato venturo.
Come per tutti i valori, il mercato di riferimento non è necessariamente o non è solo quello della compravendita, ma può individuarsi in qualunque mercato di scambio, quindi ad esempio, ma non solo, in quello delle compravendite, in quello delle locazioni, in quello dei noli, ed in genere in qualunque ambito di scambio economico di beni o diritti reali.
Il mercato di riferimento non richiede il requisito della "libertà", potendosi individuare il valore venale anche in mercati condizionati.

## Diritto italiano

### Espropriazione
L'espressione Valore venale compare nel nostro ordinamento fin dalla legge fondamentale dell'espropriazione per pubblica utilità 25 giugno 1865, n. 2359, in seguito abrogata dal d.P.R. n. 327 del 2001.
L'articolo 39 determina che all'espropriando spetta  il giusto prezzo che avrebbe avuto l'immobile in una libera contrattazione di mercato.
Successive leggi introdussero un temperamento di questo principio.
Ad esempio:
- Legge 15,1 1885, n. 2892, Risanamento della città di NapoliDopo l'epidemia di colera, particolarmente grave, fu deciso un ampio programma di risanamento edilizio in cui l'indennità di espropriazione era determinata dalla media tra il valore venale e il coacervo dei fitti dell'ultimo decennio. Questa legge speciale fu stabilita con lo scopo di poter permettere l'impegnativo programma con un risparmio di risorse pubbliche. La legge speciale per Napoli fu poi richiamata spesso per il calcolo dell'indennità di esproprio da molti provvedimenti successivi.
- La legge 4 febbraio 1958, n. 158, che disciplina l'espropriazione per pubblica utilità "delle aree edificabili e dei fabbricati esistenti entro i confini della zona industriale e del porto fluviale di Padova" (art. 2), stabilisce all'art. 4, primo comma, che "l'indennità di espropriazione sarà ragguagliata al valore venale del terreno considerato come agricolo, indipendentemente dalla sua eventuale edificabilità e prescindendo da ogni incremento di valore che si sia verificato o possa verificarsi direttamente o indirettamente in dipendenza di opere pubbliche o di ogni altra operazione che si riconnetta, comunque, all'impianto e alla sistemazione della zona industriale e del porto fluviale".
- L'art. 5bis della legge 359/92 stabilisce che l'indennità di espropriazione di un'area edificatoria è determinata sulla media tra il valore di mercato e il decuplo del reddito dominicale aggiornato e con ulteriori decurtazioni. Con tale metodo il compenso per l'esproprio è circa la metà del valore venale.
- Il testo unico dell'8 giugno 2001 stabiliva che l'indennità di espropriazione per le aree edificabili è pari alla semisomma del valore venale e di dieci redditi dominicali imponibili, diminuita del 40%((Vv+10R.D.)/2-40%). La detrazione non si applica nel caso sia stato concluso l'accordo di cessione e cioè nel caso in cui l'espropriato abbia accettato l'indennità proposta entro 30 giorni.
- Gli articoli 89 e 90 della Legge 244 del 24/12/2007 (legge Finanziaria 2008) hanno riscritto l'art.37 del Testo Unico Espropri (D.P.R. 327/2001) indicando che l'indennità di esproprio nel caso di un'area edificabile è determinata nella misura pari al Valore Venale del bene.

### IMU
Anche per l'IMU si trova un riferimento al valore venale, per le aree fabbricabili alle quali non si applica il valore catastale.

## Diritto svizzero
Il diritto svizzero pone delle regole molto dettagliate per la determinazione del valore venale, considerata come punto di partenza per il calcolo dell'imposta federale:
L'Art. 6 dell'Ordinanza così così regola il valore venale degli immobili. 

1 Valore venale è considerato il prezzo medio ottenuto in operazioni immobiliari, conchiuse nella stessa regione nei due anni precedenti il periodo di tassazione, relative a fondi d'ubicazione e qualità uguali o analoghe; non è tenuto conto dei prezzi ottenuti in condizioni non usuali.
2 Nel determinare il valore venale delle aree fabbricabili è tenuto conto delle condizioni locali, delle probabilità di costruzione, della struttura delle vie d'accesso, dell'impianto delle condutture d'acqua, reti di canalizzazione e di illuminazione, ecc.
3 Il valore venale, se non può essere accertato in modo sicuro, è determinato in base al prezzo di costruzione o di assunzione del fondo, tenendo equamente conto delle spese che ne hanno aumentato il valore, del deprezzamento del fabbricato per vetustà, delle variazioni del prezzo dei terreni e dei costi di costruzione.

## Altri usi
Il termine valore venale  è spesso usato anche in altre circostanze, ad esempio per indicare i limiti della risarcimento assicurativo oppure nella valutazione dei gioielli di pregio, per indicare il valore intrinseco depurato di altri valori come quello affettivo.